# Arley Betancourth
Arley Betancourth Velásquez (Cali, 4 marzo 1975) è un ex calciatore colombiano, di ruolo centrocampista.

## Caratteristiche tecniche
Giocava come centrocampista offensivo, ricoprendo il ruolo di trequartista nel centrocampo a 5 del Deportivo Cali di José Hernández, finalista della Coppa Libertadores 1999. Era soprannominato Garequita per la somiglianza tra il suo stile di gioco e quello di Ricardo Gareca, e fu inizialmente considerato come un possibile erede della maglia numero 10 di Carlos Valderrama.

## Carriera

### Club
Nel 1993 debuttò con la maglia del Deportivo Cali sotto la guida del tecnico argentino José Yudica; nel 1994 già fu convocato in Nazionale dall'allora tecnico Francisco Maturana. Negli anni seguenti costruì buona parte della sua fortuna calcistica giocando nella squadra della sua città, divenendo un elemento chiave nella struttura della squadra allenata da Fernando Castro. Trasferitosi in Argentina, al Club Atlético Lanús, dove impressionò nella sua prima stagione ma deluse nella seconda, tornando così in Colombia, prima all'América de Cali e successivamente al Deportivo Pereira e al Deportes Quindío. Nel 2005 ha giocato la sua ultima stagione da professionista con la maglia dell'Universidad Católica del Ecuador, squadra di Quito.

### Nazionale
Con la Colombia ha giocato nove partite dal 1994 al 1999, prendendo parte alla Copa América 1999. Aveva debuttato precedentemente nella Colombia under 20, realizzando un gol su calcio di rigore durante il campionato del mondo Under-20 1993. Durante i XII Giochi panamericani tenutisi a Mar del Plata, in Argentina, nel 1995, nel corso della partita contro il Messico, dopo aver ricevuto un cartellino giallo dall'arbitro costaricano Ronald Gutiérrez, colpì il direttore di gara con un calcio, rompendogli il setto nasale. Di conseguenza la FIFA lo punì con due anni di squalifica, la più alta sanzione mai irrogata ad un calciatore colombiano.

## Palmarès

### Club

#### Competizioni nazionali
- Campionato colombiano: 2

Deportivo Cali: 1998
América de Cali: 2000